# Cephalodiscus
Cephalodiscus (Gr. „kephale“ = Kopf, + „diskos“ = Scheibe) ist eine Gattung mariner Wirbelloser aus der Klasse der Flügelkiemer (Pterobranchia). Sie leben in Tiefen von 100 bis 600 Metern vor allem in den kühlen Meeren der Südhemisphäre, bei Südafrika, Neuseeland und im Südpolarmeer, wo sie bestandsbildend sein können. C. gracilis (Indopazifik) und C. indicus (Karibik) kommen jedoch auch in flachem Wasser vor (weniger als 20 m).

## Merkmale
Wie alle Flügelkiemer sind auch die Cephalodiscus-Arten wurmartige, nur wenige Millimeter große Tiere, die in Kolonien selbstproduzierte Röhren aus Skleroprotein bewohnen. Sie können in Kopfschild (Proboscis oder Protosoma), Kragen (Mesosoma) und Rumpf (Metasoma) gegliedert werden. Der Kopfschild besitzt eine ventral (nach unten) gerichtete, drüsenreiche Haftscheibe mit der die Tiere kriechen können. Dorsal (oben) auf dem Kragen finden meist neun Lophophorenpaare. Dies ist unterscheidet sie von der ebenfalls den Flügelkiemern zugehörige Art Rhabdopleura, hier ist nur ein Lophophorenpaar vorhanden. Die Lophophorenpaare sind mit bis zu 50 in zwei Reihen angeordneter, bewimperter Tentakel besetzt und diesen dem einfangen von Nahrungspartikeln (Filtration). Der sackförmige Rumpf enthält den U-förmigen Verdauungstrakt und die einfach gebauten, paarigen Gonaden und läuft in einen langen, einziehbaren Stiel aus, der oft in eine scheibenförmige Verbreiterung mit Saugnapf endet. Maul und Kiemenschlitze befinden sich am Kragen, direkt hinter der Haftscheibe, der Anus auf der gegenüberliegenden Seite hinter den Lophophoren. Die Einzelindividuen einer Cephalodiscus-Kolonie sind frei, d. h. im Unterschied zu Rhabdopleura nicht durch ein Stolon miteinander verbunden. Sie können auch ihre Wohnröhre verlassen und frei umherkriechen, bleiben aber meist mit der Haftscheibe im Innern der Röhre verankert. Cephalodiscus-Arten werden bis zu 5 mm lang (ohne Stiel).

## Arten

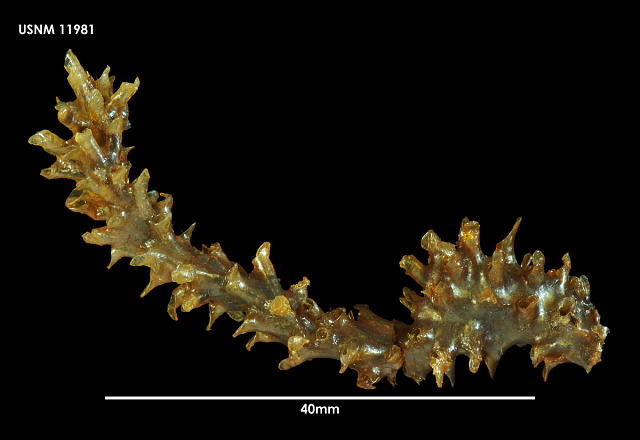
Cephalodiscus nigrescens, Präparat in Alkohol

- Cephalodiscus agglutinans Harmer & Ridewood, 1914
- Cephalodiscus atlanticus Bayer, 1962
- Cephalodiscus australiensis Johnston & Muirhead, 1951
- Cephalodiscus calciformis Emig, 1977
- Cephalodiscus densus Andersson, 1907
- Cephalodiscus dodecalophus McIntosh, 1882
- Cephalodiscus evansi Ridewood
- Cephalodiscus fumosus John, 1932
- Cephalodiscus gilchristi Ridewood, 1908
- Cephalodiscus gracilis Harmer, 1905
- Cephalodiscus graptolitoides Dilly, 1993
- Cephalodiscus hodgsoni Ridewood, 1907
- Cephalodiscus indicus Schepotieff, 1909
- Cephalodiscus kempi John, 1932
- Cephalodiscus levinseni Harmer, 1905
- Cephalodiscus lutetianus Abrard, Dollfus & Soyer, 1950 †
- Cephalodiscus nigrescens Lankester, 1905
- Cephalodiscus sibogae Harmer, 1905
- Cephalodiscus solidus Andersson, 1907